# Ballerup-Måløv Kommunes egnsfilm
Ballerup-Måløv Kommunes egnsfilm er en dansk dokumentarfilm fra 1949.

## Handling
Diverse optagelser fra den gamle Ballerup-Maaløv Kommune.
Filmen indledes med en kort præsentation af to ukendte mænd på lydsporet, hvorefter filmen er stum. Filmens oprindelige speak af Gunnar "Nu" Hansen er formentlig gået tabt.